# Blue Moon
Blue Moon ((engelsk): blå måne) er et begreb, der betegner to fuldmåner i samme måned[kilde mangler]. Betegnelsen  anvendes på engelsk, hvor det kan henvise til dette eller være en metafor for en sjælden begivenhed.
Der går godt 29 døgn fra en fuldmåne til den næste. Det vil sige, at fænomenet med dobbelt fuldmåne forekommer gennemsnitligt hvert 2,5 år. Der går ikke altid så længe mellem to dobbelt-fuldmåner: i 1999 indtraf det både i januar og marts. Det skete igen i 2018, hvor der var fuldmåne både den 2. og den 31. januar og den 2. og den 31. marts.
Selve begrebet Blue Moon stammer fra kalenderen "Maine Farmer's Almanac", hvor det blev brugt om fire fuldmåner inden for et kvartal i stedet for de normale tre. Den moderne betydning skyldes sandsynligvis en uheldig formulering i en artikel fra 1946.
Der var Blue Moon i august 2015 med fuldmåne den 2. og den 31. juli. 
Mystikken omkring "Blue Moon" bliver brugt i bogen Blue Moon af forfatteren Alyson Noël. Bogen er en af seks bøger i serien "de udødelige" eller på engelsk "the immortalseries".

## Ekstern kilde/henvisning
- Tycho Brahe Planetarium Arkiveret 6. oktober 2007 hos  Wayback Machine